# برج چیس فنیکس

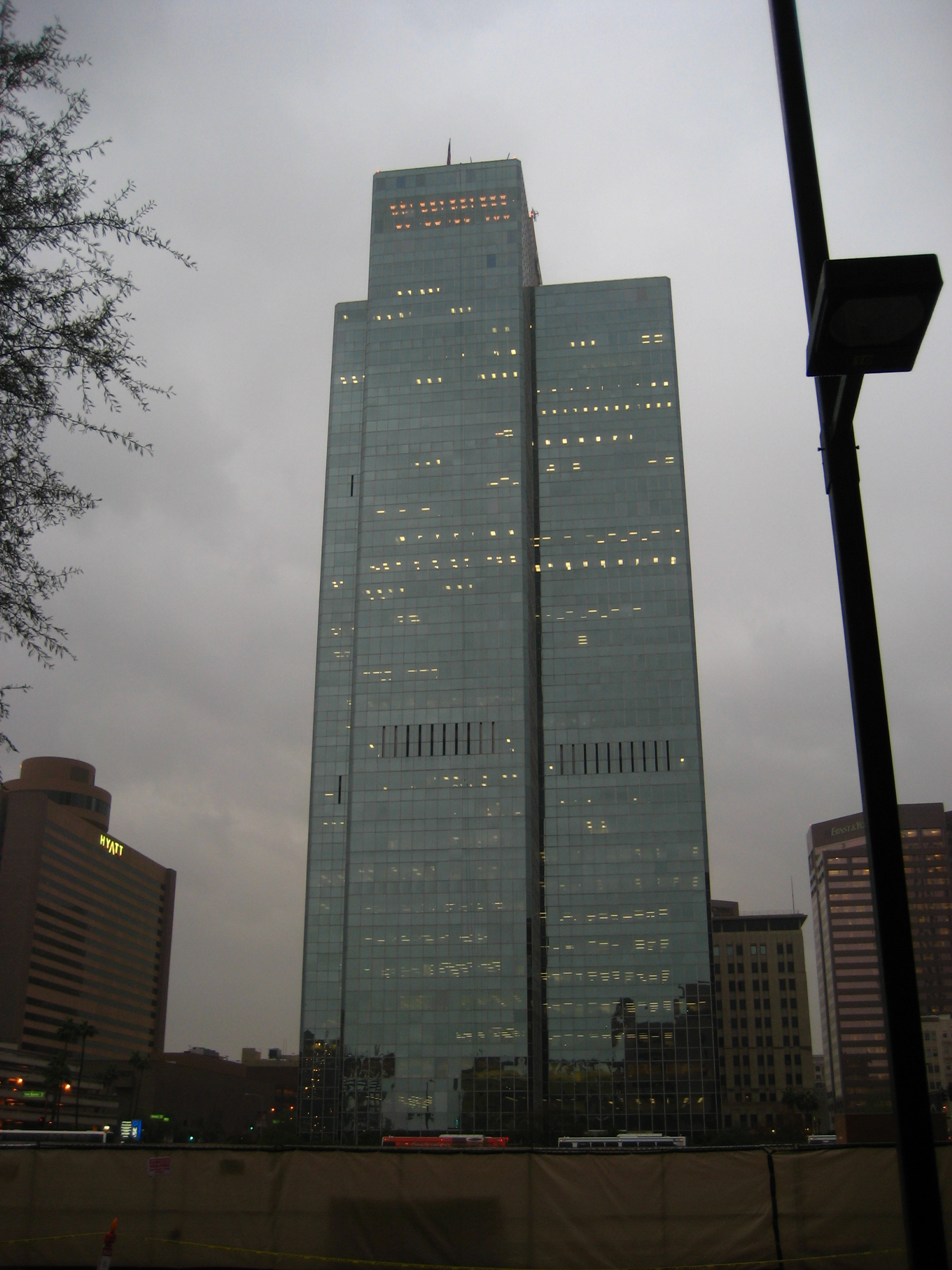
برج چیس فنیکس

برج چیس فنیکس، (به انگلیسی: Chase Tower) آسمان‌خراش ۴۰ طبقه به ارتفاع متر، با کاربری اداری-تجاری است، که در شهر، فنیکس، آریزونا، ایالات متحده آمریکا مستقر می‌باشد. پروژه ساخت این ساختمان در سال ۱۹۶۷ آغاز شد و در سال ۱۹۷۲ تکمیل و افتتاح گردید. شعبه مرکزی بانک چیس ایالت آریزونا در این ساختمان مستقر می‌باشد.